# Speechless (série de televisão)
Speechless é uma sitcom americana que estreou na ABC em 21 de setembro de 2016. Criado por Scott Silveri e co-executiva-produzida por Christine Gernon, Jake Kasdan e Melvin Mar, a 20th Century Fox Television/ABC Studios co-produziu. A sitcom recebeu um cartão verde em 13 de maio de 2016. Um trailer de primeira aparição foi lançado no mesmo dia. em 29 de setembro de 2016, a série recebeu uma ordem de uma temporada completa com 22 episódios.

## Enredo
A série segue a família DiMeo, cada um com uma personalidade única: Maya, uma mãe britânica de tomada-carga com uma atitude sem barreiras; Jimmy, um marido que não se importa com o que os outros pensam; Dylan, sua filha atlética não-absurda; Ray, seu filho do meio que age como o "cérebro" na família; E seu filho mais velho, JJ - um estudante de alto nível com paralisia cerebral que tem um humor penetrante e senso de humor. Os DiMeos movem-se freqüentemente em uma tentativa de encontrar um ambiente educacional bom para JJ e acreditam que encontraram uma escolha optimal quando descobrem que uma escola que se orgulhe sobre ser inclusiva e onde JJ tenha um aide para falar para ele. Embora eles rapidamente descobrem que nem tudo é tão bom quanto poderia ser, JJ gosta de ter Kenneth, um jardineiro bem intencionado na escola, o trabalho como seu assessor.

## Elenco

### Principal
- Minnie Driver como Maya DiMeo[4]
- John Ross Bowie como Jimmy DiMeo[5]
- Mason Cook como Raymond "Ray" DiMeo[4]
- Micah Fowler como Jimmy "JJ" DiMeo, Jr.[6]
- Kyla Kenedy como Dylan DiMeo[7]
- Cedric Yarbrough como Kenneth Clements[8]

### Recorrente
- Marin Hinkle como Dra. Miller
- Jonathan Slavin como Mr. Powers
- McKaley Miller como Claire
- David Lengel como Tad

### Estrelas Convidadas
- Zach Anner
- Rob Corddry
- Julianne Hough
- Ken Marino
- Michaela Watkins
- Dina Spybey

## Episódios
| Temporada | Temporada | Episódios | Episódios | Originalmente exibido  | Originalmente exibido |
| Temporada | Temporada | Episódios | Episódios | Estreia da temporada   | Final da temporada    |
| --------- | --------- | --------- | --------- | ---------------------- | --------------------- |
|           | 1         | 23        | 23        | 21 de setembro de 2016 | 17 de maio de 2017    |
|           | 2         | 18        | 18        | 27 de setembro de 2017 | 21 de março de 2018   |
|           | 3         | 22        | 22        | 5 de outubro de 2018   | 12 de abril de 2019   |